# Pomnik żubra w Zambrowie
Pomnik żubra w Zambrowie – naturalnej wielkości posąg żubra stojący w Zambrowie na placu przy rondzie Romana Dmowskiego przed terenami zielonymi nad zalewem na Jabłonce. Symbol miasta związany z jego nazwą, herbem i legendą o jego założeniu.

## Opis pomnika
Pomnik na formę posągu żubra w skali 1:1. Ma 160–180 cm wysokości oraz 220–240 cm długości. Wykonano go z brązu. Przedstawia zwierzę w pozycji stojącej w wieku około 3 lat. Ustawiony jest na kole z kostki brukowej, w którą wmurowane są dwie tabliczki datowane na rok jego odsłonięcia i nadania imienia: ze wskazaniem pomysłodawców i fundatorów oraz z nazwą. Żubr stoi w centralnym punkcie placu. Rzeźba zwrócona jest głową ku zambrowskiemu zalewowi. Wokół pomnika znajdują się ławki, kwietniki kaskadowe oraz drzewa, w tym świerk przyozdabiany co roku na czas Bożego Narodzenia.

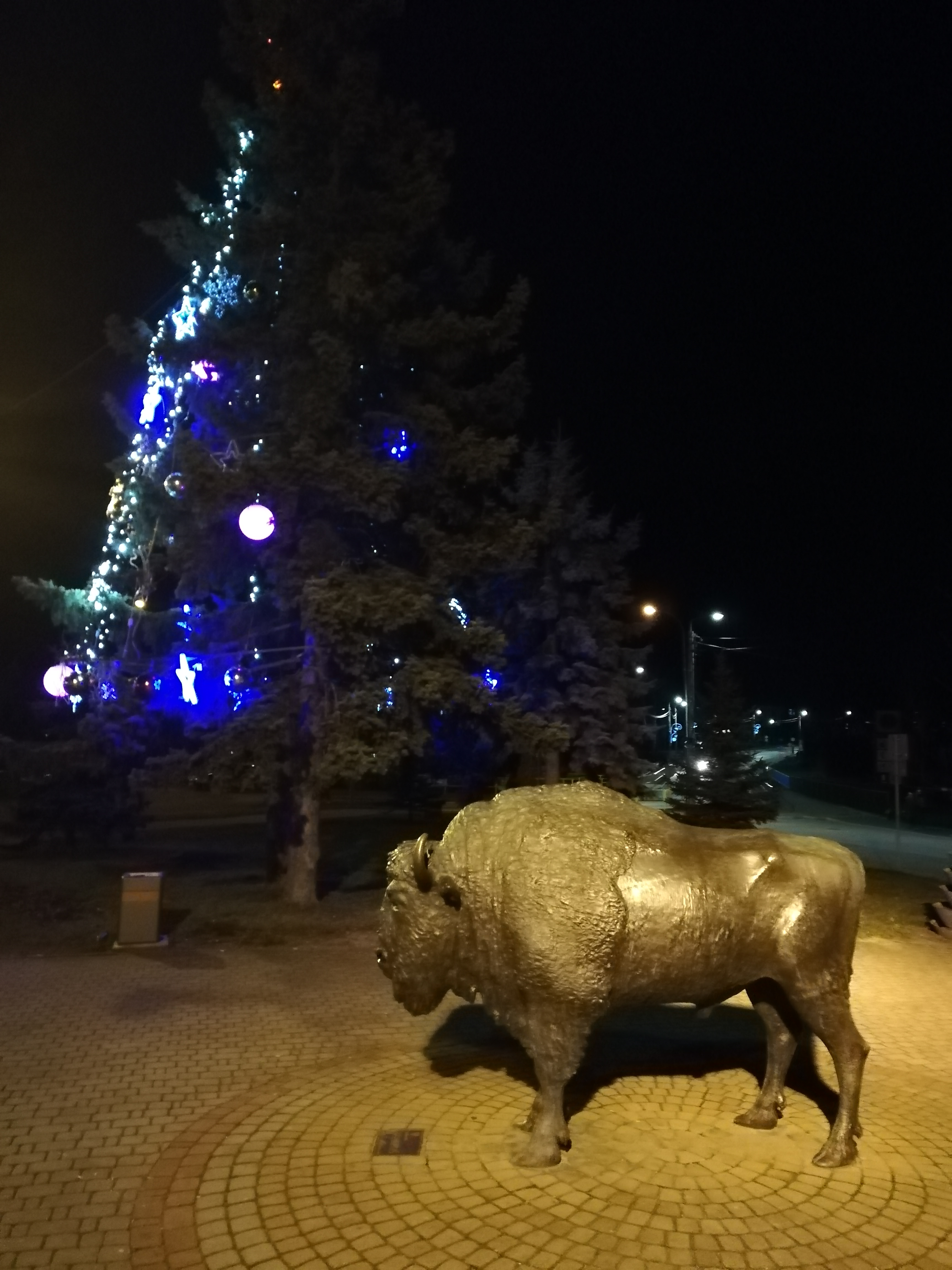
Zambrowski żubr w bożonarodzeniowej krasie

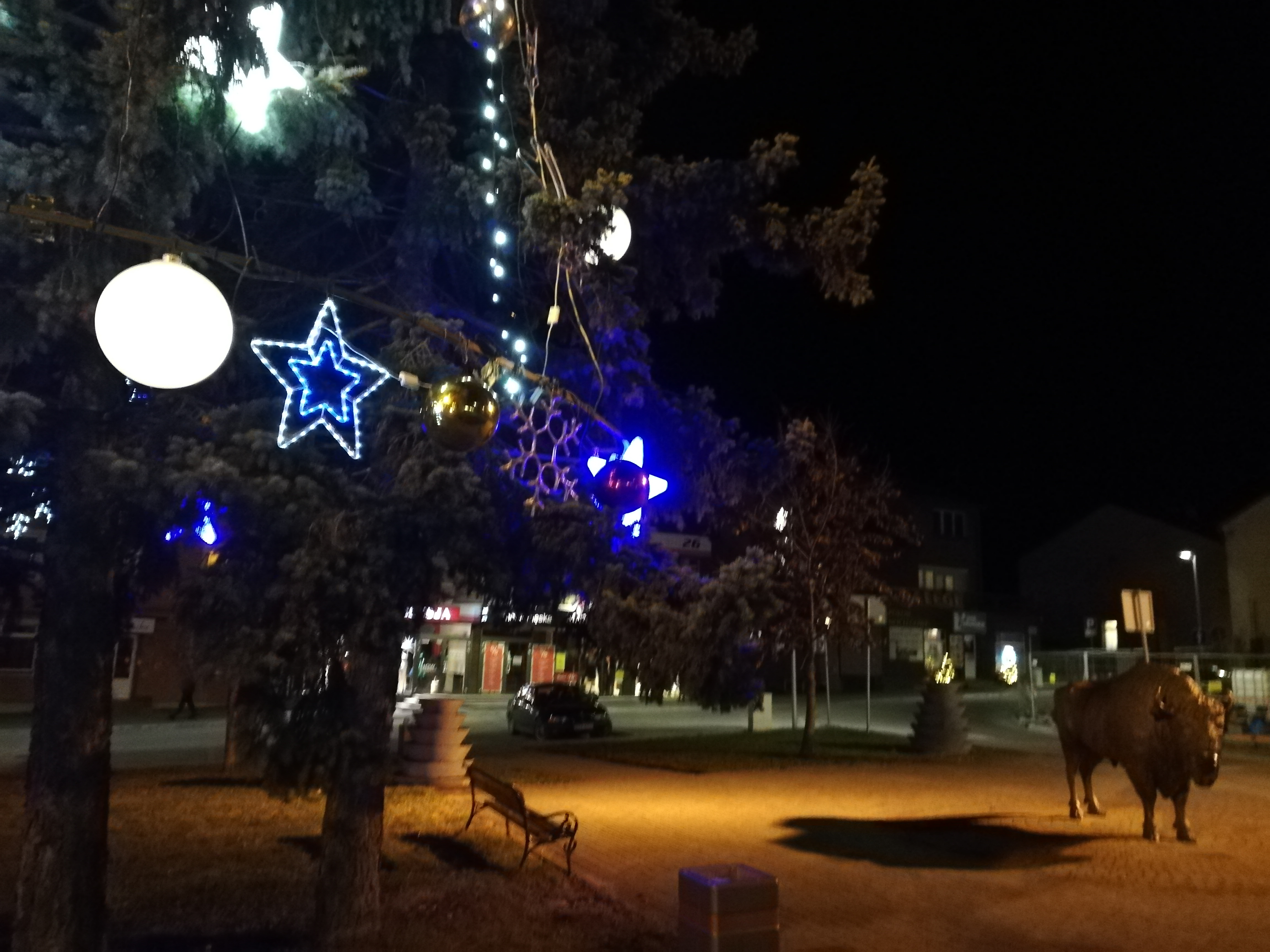
Zambrowski żubr pod choinką

## Znaczenie
Pomnik jest symbolem Zambrowa. Ma podkreślać genezę miasta i jego związek z przyrodą. Żubr widnieje w herbie miasta, którym jest głowa żubra na czerwonym tle, oraz na fladze miasta. Monument ma przypominać etymologię nazwy miasta. Pochodzi ona od staropolskiego rzeczownika "ząbr" i oznacza miejsce pobytu żubrów. Istnieje również legenda wyjaśniająca początki Zambrowa związane ze spotkaniem z żubrem księcia Konrada I mazowieckiego. 
W plebiscycie mieszkańcy Zambrowa nadali mu imię "Zambruś". Tabliczka z imieniem jest umieszczona na chodniku z przodu przed pomnikiem. Imię to podkreśla, że żubr był pierwszym mieszkańcem Zambrowa.

## Odsłonięcie
Projektantem figury jest artysta Jerzy Piechnik. Posąg został wykonany przez Artystyczną Odlewnię Metali ART-ODLEW w Opolu. Pomnik został odsłonięty 6 sierpnia 2008 r. przy udziale burmistrza Kazimierza Jana Dąbrowskiego, władz miasta i mieszkańców. Uroczystość muzycznie uświetniła Zambrowska Kapela Eli. Rzeźba żubra była ozdobiona biało-czerwoną szarfą. 
Z okazji odsłonięcia pomnika powstał wiersz lokalnego poety opiewający związki żubrów z Zambrowem.
Uroczystość nadania imienia odbyła się 28 września 2008 r., a matką chrzestną była Krystyna Rzodkiewicz – emerytowana nauczycielka.

## Otoczenie
Rzeźba żubra znajduje się w centrum miasta na placu u zbiegu ulic Tadeusza Kościuszki, Świętokrzyskiej, Józefa Piłsudskiego przed rondem Romana Dmowskiego przed terenami zielonymi nad zalewem na Jabłonce oraz parkiem „Księżym Laskiem”. Są to tereny rekreacyjne i spacerowe. Pomnik znajduje się na historycznym miejscu z założenia Zambrowa położonym między zambrowskim rynkiem usytuowanym na obecnym Placu Sikorskiego a terenem Parafii pw. Trójcy Przenajświętszej. Z placu, na którym usytuowany jest pomnik, roztacza się widok na zambrowski zalew i fasadę kościoła. W najbliższym sąsiedztwie w kierunku zalewu znajduje się ukwiecone rondo Romana Dmowskiego, a za nim instalacja fontanna świetlna i kwietniki wieże.

## Zambrowski żubr w kulturze
Oprócz wiersza z okazji odsłonięcia pomnika, legendy zambrowskiej o genezie miasta i etymologii nazwy występują następujące odniesienia do niego w kulturze:
- doroczna nagroda Burmistrza miasta Zambrów „Zambrowskie żubry”[10];
- pocztówka z wizerunkiem „Zambrusia” wydana przez UM Zambrów[11][12];
- pomnikowi towarzyszy żubr maskotka miasta[13];
- kostium żubra „Zambruś”[14];
- monety „ząbry”[15][16];
- legenda o „Zambrusiu” spełniającym marzenia mieszkańców Zambrowa[17].